# Saint-Pierre-es-Champs
Saint-Pierre-es-Champs é uma comuna francesa na região administrativa de Altos da França, no departamento de Oise. Estende-se por uma área de 10,8 km². Em 2010 a comuna tinha 718 habitantes (densidade: 66,5 hab./km²).